# 瓦莱丽·佩克雷斯
瓦莱丽·佩克雷斯（法語：Valérie Pécresse，法語發音：[valeʁi pekʁɛs] ⓘ；婚前姓鲁 (Roux，[ʁu] ⓘ)；1967年7月14日—），法国政治人物，共和黨党员，自2015年起担任法蘭西島大區议会主席。其于2007-2011年担任高等教育和研究部长，2011-2012年担任预算部长和政府发言人，2002-2007年及2012-2016年担任國民議會伊夫林省第二选区议员
佩克雷斯在党内初选中击败，被提名为共和党2022年法国总统选举候选人。她在选举中以4.8%的得票率排名第五，创下该党或过去戴高樂主義政党的最差纪录。